# Festung Senftenberg
Koordinaten: 51° 30′ 59″ N, 14° 0′ 24″ O

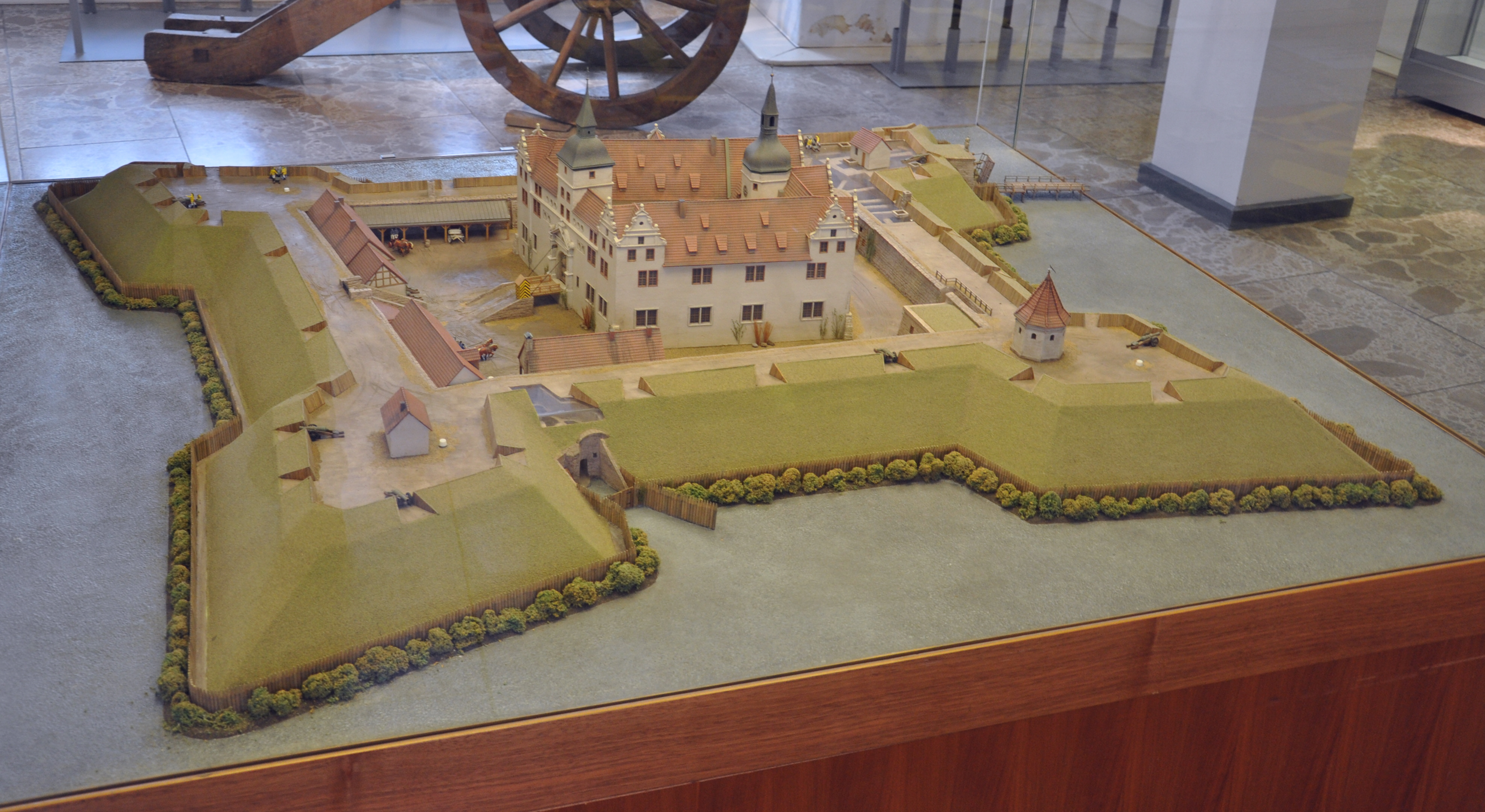
Modell

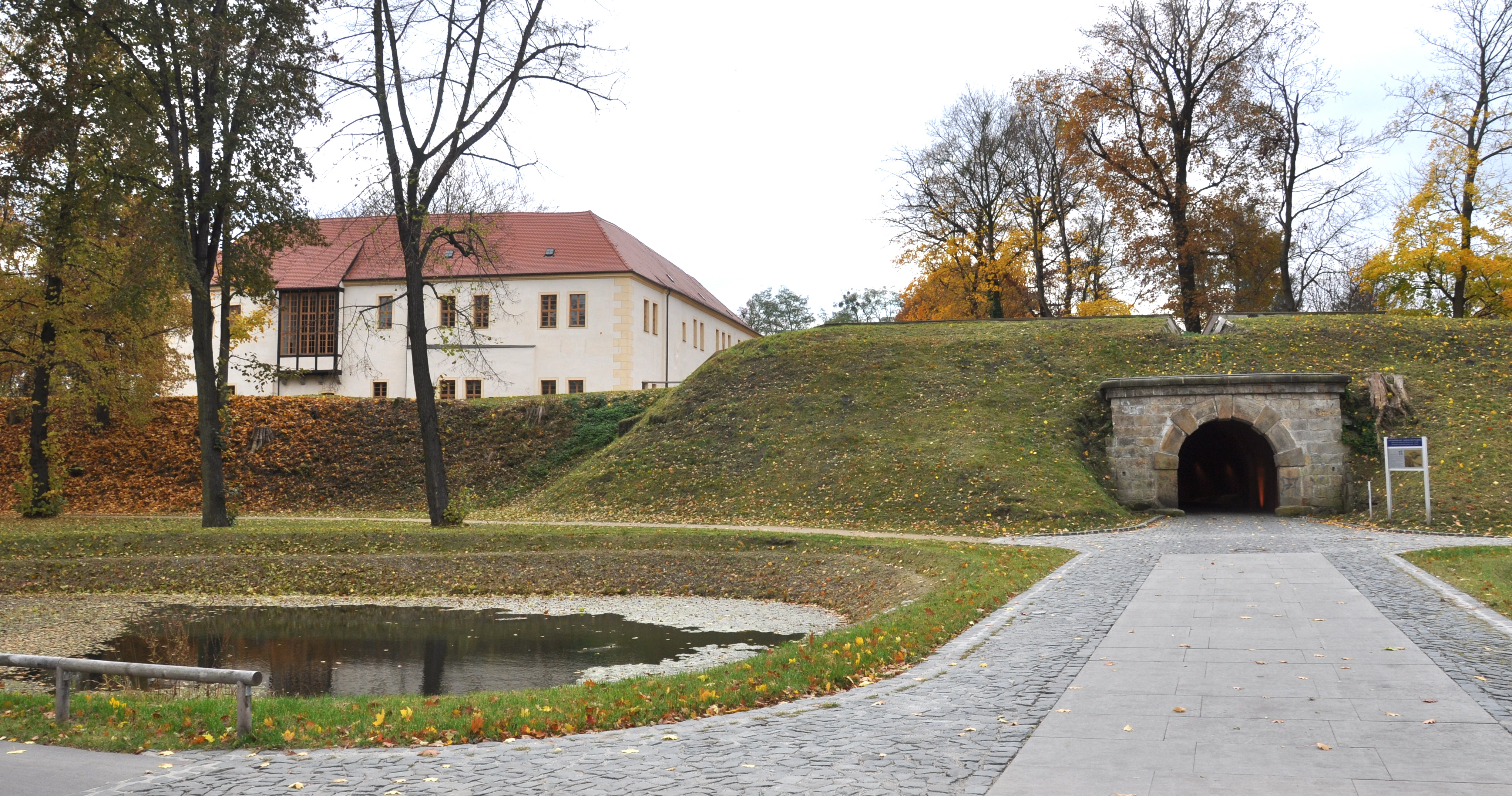
Wall an der Vorderseite

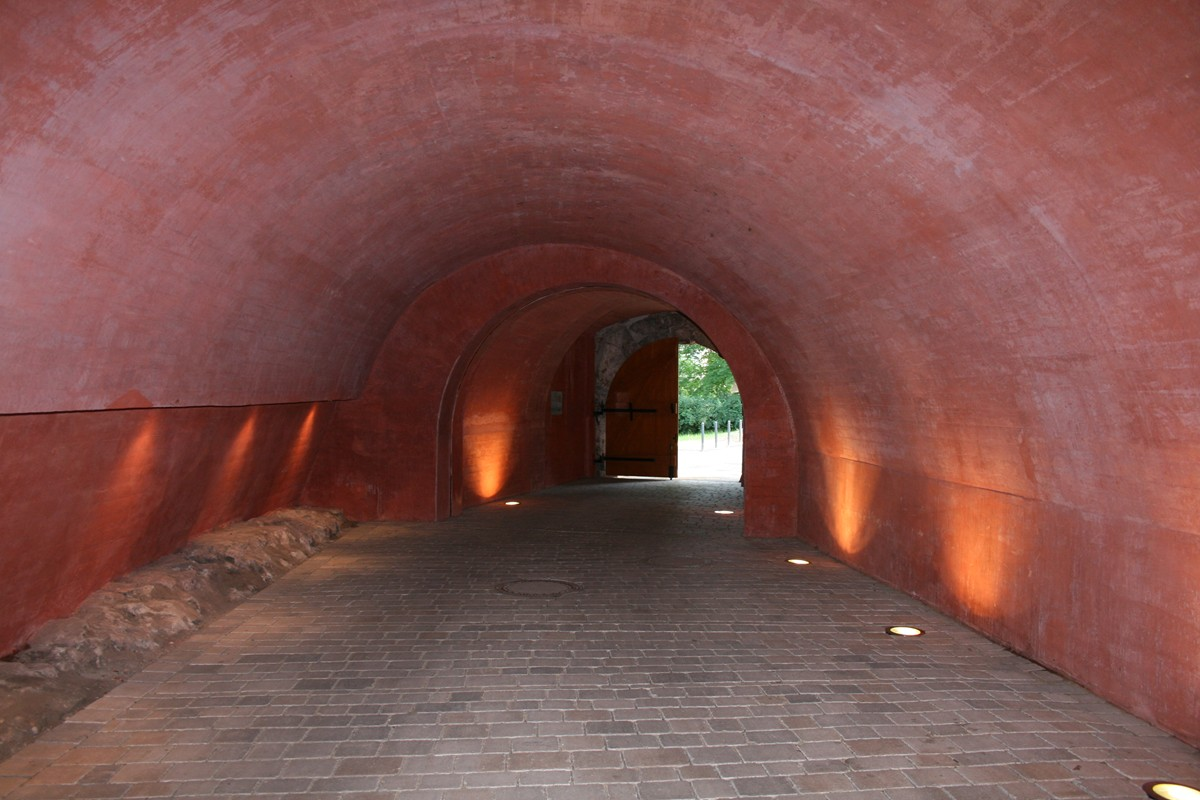
Zugangspoterne

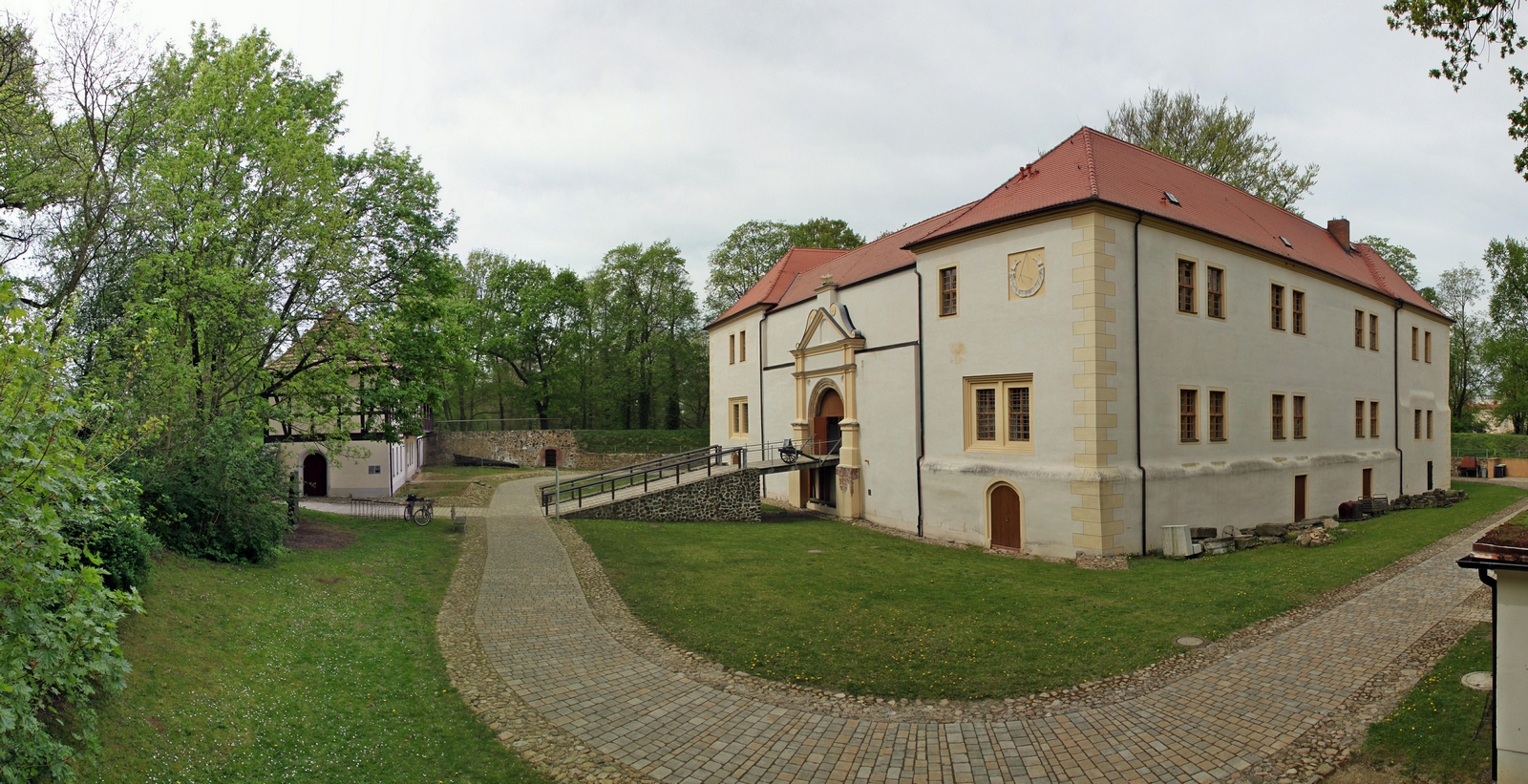
Außenhof

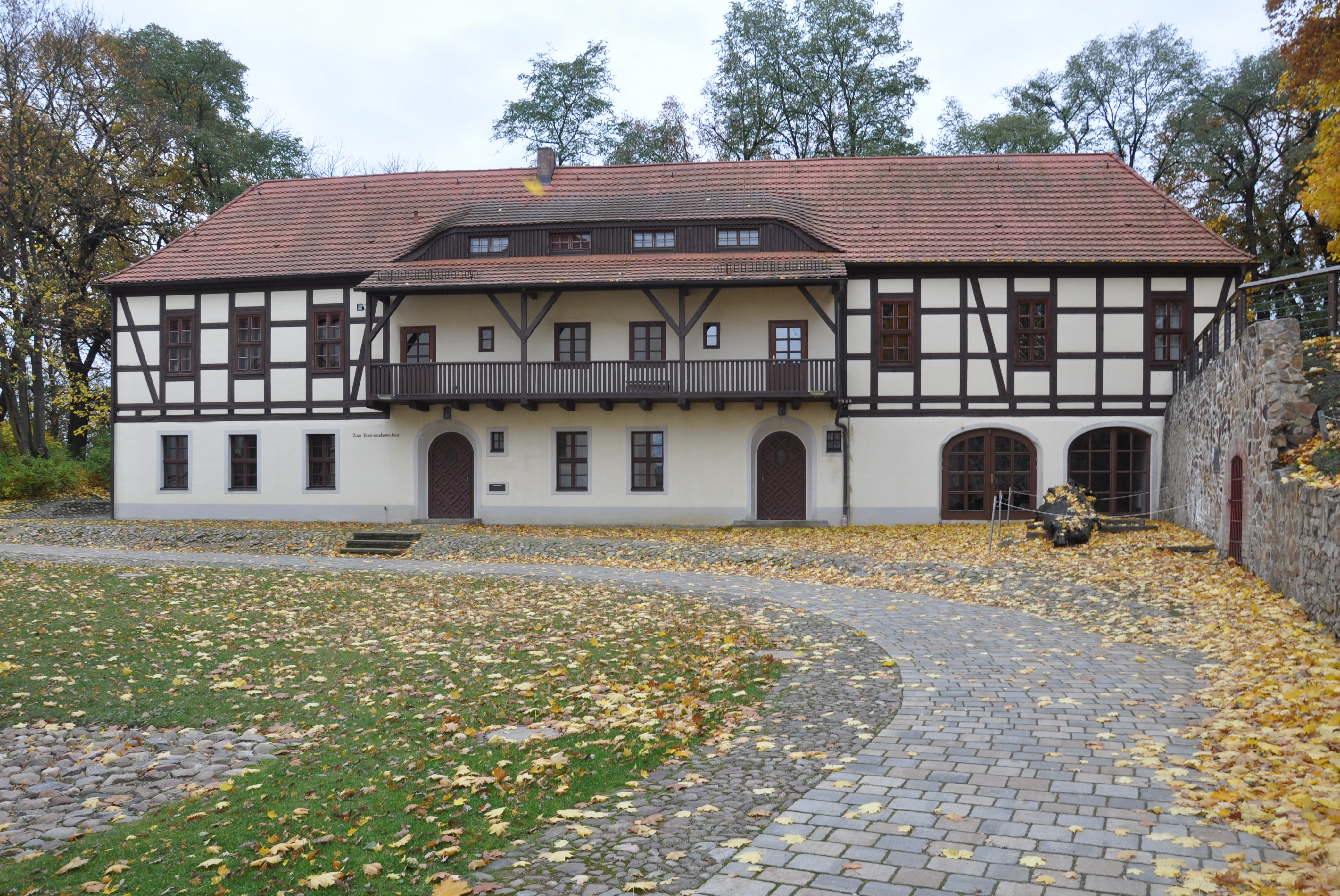
Kommandantenhaus

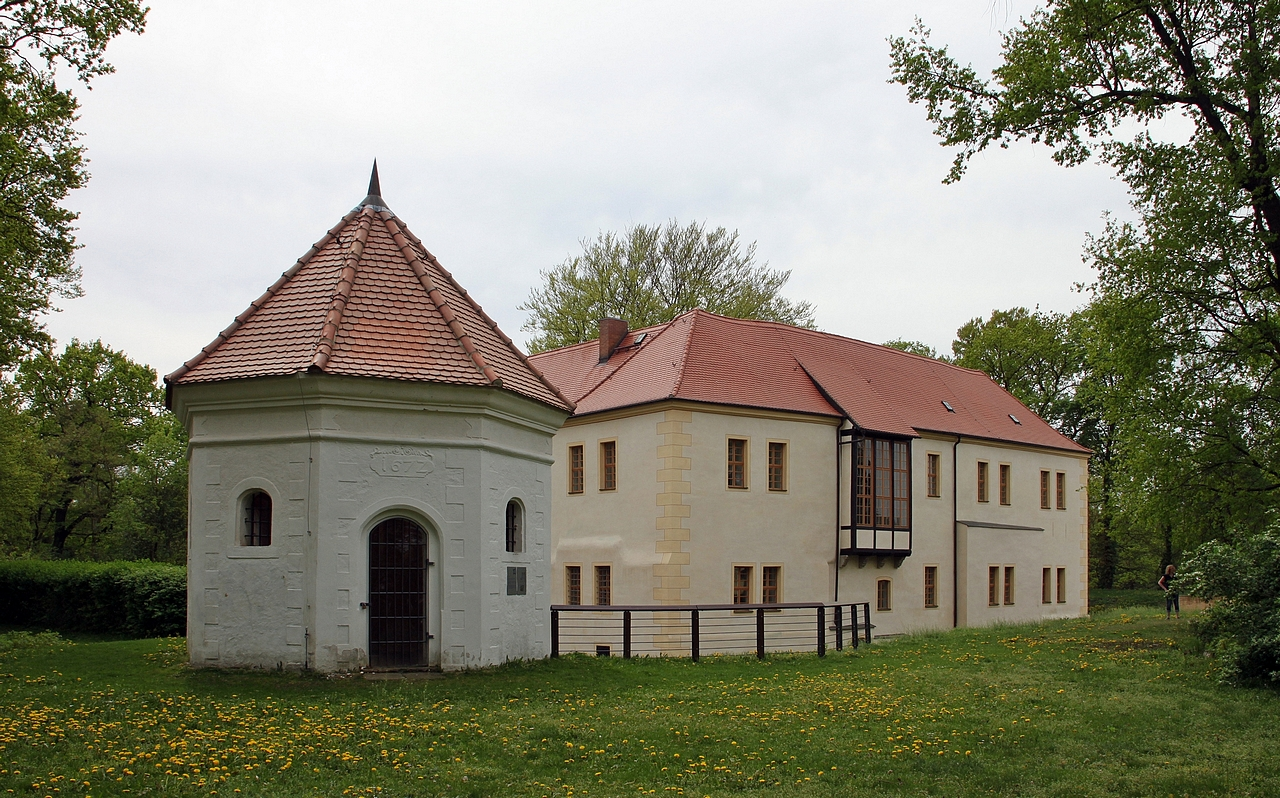
Pulverturm auf der Nordost-Bastion

Die Festung Senftenberg ist eine zitadellenförmige Festung, mit einbezogener Schlossanlage in Senftenberg, die bis in das 18. Jahrhundert militärisch genutzt wurde. Die Festungsanlage mit dem sie umgebenden Schlosspark gehört heute zu den Baudenkmalen in Senftenberg. Ihre fast vollständig erhaltenen Erdwälle sind aus Sicht des Denkmalschutzes eine Besonderheit.

## Entwicklung

### Vorgängerbauten
Über die Vorläufer der Festung aus dem 12. und 13. Jahrhundert ist sehr wenig überliefert. Reste der Vorgängerbauten wurden bei Ausgrabungen unter den Kellerböden des Westflügels in Form von Bodenverfärbungen festgestellt, die von den Spitzen der hölzernen Palisaden stammen. Unter dem Nordflügel befindet sich das Fundament eines rechteckigen Turmes. Im 13. Jahrhundert wurde eine Burg errichtet, deren Ziegelringmauer beim Bau des Schlosses zum großen Teil als Fundament weitergenutzt wurde.

### Bau des Schlosses und der Festung
Die erhaltene Festung entstand erst ab dem 16. Jahrhundert unter sächsischer Verwaltung. Senftenberg gehörte seit 1446 zum Kurfürstentum Sachsen, bevor es 1815 zu Preußen wechselte. Im 16. Jahrhundert erfolgte ein grundsätzlicher Neubau des Schlossgebäudes in Form einer geschlossenen Vierflügel-Anlage, die sich in der Mitte der Festung befindet. Das Schloss besaß jeweils einen nicht mehr vorhandenen Turm im Nord- und im Südflügel. Ein geschlossener Erdwall mit vier Rondellen umgab die Anlage. Der Zugang erfolgte über das im Nordwest-Rondell liegende Festungstor. Um einen Sturm der Wälle zu erschweren und das Unterminieren zu verhindern, kam es zur Aufstauung der Schwarzen Elster durch einen Damm, dessen Verlauf noch heute anhand der Straße „Am Steindamm“ nachvollziehbar ist. Die Rondelle hatten bei der Verteidigung den schwerwiegenden Nachteil, dass sich durch die Krümmung am äußersten Punkt ein toter Winkel befindet, der nicht durch Kanonen des gegenüberliegenden Rondells unter Beschuss genommen werden konnte. Daher wurden die Rondelle der Festung Senftenberg im 17. Jahrhundert durch die heute noch vorhandenen Bastionen ersetzt.

### Zivile Nachnutzung 1764 bis 1990
1764 wurde die militärische Nutzung der Festung aufgegeben. In den folgenden zwei Jahrhunderten verschlechterte sich der Bauzustand des Schlosses erheblich. Erhalten vom Renaissanceschloss sind hauptsächlich der Westflügel und Bereiche im Nordflügel. Der Südflügel wurde im 18. Jahrhundert nahezu vollständig abgerissen, lediglich das Eingangsportal blieb stehen. Das obere Geschoss des Ostflügels wurde in den 1830er Jahren abgerissen. Zum Ende des 19. Jahrhunderts befand sich ein Gefängnis im Schloss. Nach 1879 erfolgte der Abriss der baufälligen Eingangspoterne. Erhalten blieb nur die nun freistehende Außenfront des Tores. 1907 erfolgte die Errichtung des Heimatmuseums im Pulverturm. 1919 wurde im Schloss eine Schule eingerichtet. Dazu wurde das verbliebene Erdgeschoss des Ostflügels abgetragen und auf dem mittelalterlichen Ziegelsteinfundament ein zweigeschossiges Gebäude gebaut. Hier ist der Übergang vom alten zum neuen Bereich an einem Absatz in der Mauer anhand der unterschiedlichen Mauerstärken zu erkennen. Der Schlosspark Senftenberg wurde 1912 auf dem Gelände des ehemaligen Wasserteiches und des Glacis errichtet. Ein letzter größerer Eingriff in die Bausubstanz erfolgte in den 1950er Jahren durch den Einbau des großen Fensters im Nordflügel und den Neubau von Garagen im Ostwall.

### Rekonstruktion und Nutzung nach 1990
Nach der Wiedervereinigung erfolgten eine archäologische Untersuchung und eine anschließende Sanierung der Anlage, die 2006 abgeschlossen war. Dabei wurde der fehlende Südflügel in moderner Form wieder aufgebaut, wobei die Außenfassade mit dem originalen Portal sich optisch an die anderen Flügel anpasst, die Innenseite jedoch als Glasfront ausgebildet wurde. Das Schloss beherbergt seitdem das Museum „Schloss und Festung Senftenberg – Museum des Landkreises OSL“. Auch das an der Südkurtine liegende sogenannte Kommandantenhaus wurde renoviert und dient nun der Verwaltung des Museums. Um den geschlossenen Charakter der Wallanlage wiederherzustellen, wurde die Eingangspoterne in der Nordwest-Bastion modern rekonstruiert. Dabei wurde vom Vorgängerrondell eine alte Schießscharte freigelegt, die heute mitten im Erdwall endet. In der Ostkurtine befindet sich die renovierte Ausfallpforte.

## Belege
1. ↑  Denkmalliste des Landes Brandenburg: Landkreis Oberspreewald-Lausitz (PDF). Brandenburgisches Landesamt für Denkmalpflege und Archäologisches Landesmuseum